# Spinnaker

Principales partes de una embarcación de vela.
1 - vela mayor 2 - foque 3 - spinnaker 4 - casco 5 - quilla (en la imagen, una orza) 6 - timón 7 - skeg o alerón 8 - mástil 9 - cruceta 10 - obenque 11 - escota de mayor 12 - botavara 13 - mástil 14 - tangón 15 - backstay 16 - estay de proa 17 - contra

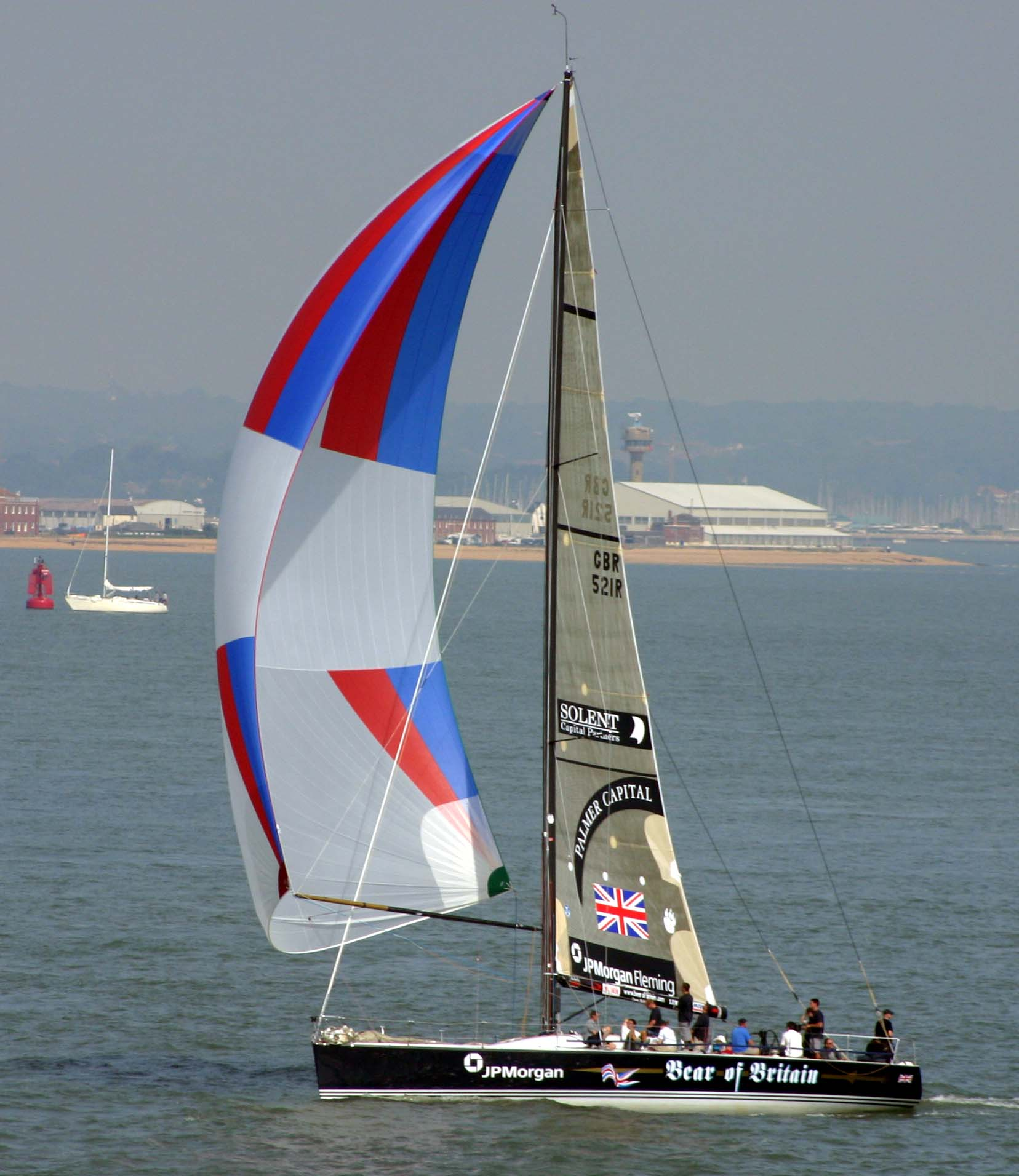
La embarcación Bear of Britain con el spinnaker desplegado.

El spinnaker, espináker, foque balón, vela de balón o vela de globo es una vela especial en los barcos de vela deportivos. Presenta una forma simétrica respecto al eje del barco.
Se utiliza cuando el viento sopla desde atrás (vientos de popa o largo). La vela tiene forma de medio balón y es muy grande. Se coloca delante del mástil con el auxilio del tangón (parte metálica que desarrolla la función de botavara para esta vela), de manera que el viento entra en la vela y empuja la embarcación hacia delante.
Cuando el viento sopla de costado, el spinnaker suele recogerse. Sin embargo, en determinados casos puede utilizarse para llegar casi a lo que se denomina navegar "de través" (cuando el viento entra por la zona del través del barco), funcionando de forma similar a la vela de proa.